# ナツメブラザーズ!
『ナツメブラザーズ!』は、PCゲーム『リトルバスターズ!』のプロモーションのためのインターネットラジオ番組である。正式なタイトルは『ラジオ リトルバスターズ! ナツメブラザーズ!』。略称は『ナツブラ』。
2008年（平成20年）6月23日、音泉で配信開始。
2009年（平成21年）2月23日配信の第35回の放送内にて、その回で終了と発表されたが、翌週の3月2日より『ナツメブラザーズ!(21)』（ナツメブラザーズ! トゥエンティワン）としてリニューアルして放送されている。なお、放送回数は継続してカウントされており、『ナツメブラザーズ!(21)』の初回は第36回と表記されている。番組リニューアルはゲスト回のラジオ向きでない異様なネタが好評だった鈴田美夜子のパーソナリティ昇格と、平成(21)年にちなんでのこと。
パーソナリティは棗兄・恭介役の緑川光、棗妹・鈴役の民安ともえ。リニューアルした(21)からは、この2人に加えて能美クドリャフカ役の鈴田美夜子もパーソナリティを務める。スポンサーはビジュアルアーツ、ブシロード、タブリエ・コミュニケーションズ。

## 番組概要
配信サイトおよび配信日
音泉
ナツメブラザーズ!　2008年（平成20年）6月23日 - 2009年（平成21年）2月23日、毎週月曜日配信
ナツメブラザーズ!(21)　2009年（平成21年）3月2日 -、2011年（平成23年）10月24日、毎週月曜日配信
音泉組合にて過去分を再配信している。
なお、2008年6月9日には第0回としてプレ放送が配信された。
2011年（平成23年）10月3日配信のナツメブラザーズ！（21）第132回（通算167回）で、あと3回の放送で番組が終了することが告知された。
そして、告知通り2011年（平成23年）10月24日配信のナツメブラザーズ！（21）第135回（通算170回）で番組が終了した。
パーソナリティ
緑川光（棗恭介 役）-第33回、第38回、第106回、第125回、第128回欠席
民安ともえ（棗鈴 役）-第106回、第107回、第149回欠席
鈴田美夜子(能美クドリャフカ 役) -第36回から参加、第108回欠席

## コーナー

### 170回までに実施されていたコーナー
称号
正確にはコーナーではないが、毎回収録前に、パーソナリティそれぞれ（ゲストがいるときは、そのゲストも）がリスナーから寄せられた称号を一つ選び、その回はその称号に相応しい言動をする。第10回（ラジオCD・Vol.2に収録）と第53回（(21)ラジオCD・Vol.2に収録）の公開録音でも、普段の収録と同様に称号が付けられた。なおラジオCDの新規録り下ろしパート（「スーパーナツメブラザーズ!」「スーパーナツメランド」など）では、称号はない。
称号によっては意図された放送事故が発生することも多々ある点も、番組の一つの名物になっている。
なお、この部分のみはスタジオ内ではなく、ロビーや控え室等で収録されているため、音質が本編よりやや悪いことが多い。
トークランキング
リスナーからの「お題」に合わせてトークするコーナー。
名称はゲーム内の「バトルランキング」にちなんでおり、バトルにおいてどんなものだろうと投げ込まれた武器で戦うように、リスナーから投げ込まれたお題に真向から挑んでいく。
CD取り下ろしではトークバトルランキングとなっており、民安とゲストのトーク内容に緑川の独断と偏見で勝敗をつける。勝者には緑川に自作の台本を読んでもらう権利が与えられる。
CD版(21)になってからは、緑川も参戦し、ゲストを含めた4人でトークバトルを行っている。勝敗は基本的に1位が決する。敗者にはリスナーから送られた微妙な称号がつけられる。
ミッション・スタート!
リスナーから寄せられた様々な挑戦を取り上げるコーナー。
また、パーソナリティ自身の挑戦についてトークが行われることもある他、実際に何らかのミッションに挑んでもらいその様子を放送することもある。
漫画のタイトルシリーズ
原作で漫画好きの恭介が発案したネタをもとにしたコーナー。
パーソナリティが事前に「新連載漫画のタイトル」を発表し、リスナーからその「インパクトのある第1話のサブタイトル」を募集する。
募集するタイトルは複数回毎に変更される。
また、募集するタイトルは主に番組の小ネタにちなんだものであり、リトルバスターズ!そのものとは何の関係もない。
球筋に出てるぜ!
リスナーの球筋に出まくっている事柄を募集する。
棗恭介の一問一答と同様に原作の恭介のセリフにちなんだコーナーであり、このコーナーの投稿は基本的にすべて緑川が読み上げる。
代打バース! / 代打バース! 〜second season〜
ゲーム本編でのネタにある「代打バース」が「おはようございます」と聞こえるように、空耳でそう聞こえる言葉を募集する。バースとはかつて阪神タイガースで活躍したアメリカ人選手ランディ・バースの事で、コーナー開始時には彼の伝記が少しずつ語られた。
テーマ投稿として「パーソナリティの名前に聞こえる言葉」が募集されたこともあり、その中でも「非ロリから微ロリ」（緑川光）と「ダメです!ダメ〜!」（民安ともえ）は、イベントや投稿の際に実際にパーソナリティやリスナーに多用されている。
第8回ではランディ・バースの伝記を締めくくったのみで投稿ネタの紹介は行われず、第9回にて正式に終了が発表された。
終了後も人気が高く、他コーナーでランディ・バースの話題が登場したり、ラジオCD Vol.2の録りおろしで特別に復活するなど、番組内でも大きな位置を占め、第45回より復活した。
棗恭介の一問一答
リスナーから寄せられた疑問・質問に、棗恭介（声：緑川光）が内容の真偽すら問わずにずばり答えるコーナー。
もともとはKey公式のリトルバスターズ!サイトにて実施されていた企画コーナーである。
多くのリスナーや緑川は番組の看板コーナーと評していたが、第28回にて100問100答の達成とともに終了したが、第101回より復活した。
命名！名付けブラザーズ
パーソナリティの3名がリスナーから送られてきた名前をつけて欲しい物を、各々が考えた言葉などを繋ぎ合わせ名づけるコーナー。

### 終了したコーナー
今、ここにあたらしい名言が生まれた
終了した代打バース!に代わって第10回より始まったコーナー。
リスナーから募集した名言を発表していく。
また、前コーナーの代打バース!の人気からランディ・バースの名言も多く応募され、それでコーナーを閉めることも多い。
第28回にて終了。
棗兄妹
リスナーから寄せられた兄妹（兄弟もしくは姉妹の場合もある）のエピソード等を紹介するコーナー。
基本的に、このコーナーとミッション・スタート!は1度の放送ではどちらかしか実施されない。
番組タイトルともからんだコーナーだったが、(21)へのリニューアルに当たって、第35回の最終回にて終了。
ゾロ目バスターズ!
ゾロ目の回にのみ実施されるコーナー。このコーナーをおこなう回ではいずれかのコーナーが一つカットされる。
その回の数字のゾロ目にちなんだ小ネタを探してトークする。
第44回にて終了し、このコーナーは代打バース！復活までの伏線であったと説明された。
わふー!
(21)の新コーナー。
和風と思える単語を緑川と民安が読み上げていき、中でも和風と思えた言葉にはクドが「わふー!」と叫ぶ。なお「和風らしくない」として鈴田が拒否できる権利は各放送で1回だけしか与えられていないため、仕方なく「わふー!」と認めるネタもある。

### 不定期コーナー
民安ともえのおっぱいGO!GO! 〜ナツメブラジャーズ!〜
民安ともえが「おっぱい」に関する話題が好きという話から発展し、ゲストから提案されたコーナー。
一定数のコーナー化希望の声が届くと実施するとされており、第55回では一リスナーとして鈴田からの投稿も含まれていた。
このコーナーが実施される回はタイトルコールが「ナツメブラジャーズ!」に変更され、称号やはがきは「おっぱい」にからんだものだけが厳選して使用される。また、各コーナー名も「おっぱい」がらみに変更される(「バストークランキング」「棗鈴の一揉み乳答(いちもみにゅうとう)」「棗胸(なつむね)兄弟」「今、ここにおっぱいの思い出が生まれた」「胸筋(むなすじ)に出てるわ」「代打バスト」「今、ここにおっぱいの思い出が揉まれた」「棗恭介の一揉み乳答」)。
初回は第19回にて実施。以降は第55回（ゴーゴー）、第81回（おっ「ぱい」）、第108回（「い」い「おっ」「ぱ」い）、第155回にて実施されている。
鈴田美夜子のもっこりヘブン
「ナツメブラザーズ」の(21)回から発覚した:鈴田美夜子が「もっこり」に関する話題が好きという話から『民安ともえのおっぱいGO!GO!』に対抗して作られたコーナー。
初回は第63回に実施された。
『民安ともえのおっぱいGO!GO!』とは対照的に各コーナーを一切中止し、「もっこりヘブン」「球筋が出てるぜ」「もっこりマンデー」の三部構成で放送された。
第85回にて、鈴田美夜子の「やこ」とかけて第2回が一部のみ行われた。

### コラボコーナー
今、コンプに新しい迷言が生まれる
コンプティークとのコラボレート企画。
番組ページとコンプティーク紙上にて、漫画連載のあなぐらもぐらが書いたイラストにあうセリフを募集する。
優秀作品はコンプティーク紙上で発表される。

## 特別放送
- 第19回 『民安ともえのおっぱいGO!GO!』第1回
- 第33回 - 佐々美の「ささ」とかけ、突発的に佐々美役の民安ともえをゲストとして放送された。この回は棗鈴役の民安ともえと笹瀬川佐々美役の民安ともえのみで、初の緑川が参加しない放送となった。その緑川は「ブースで暖かく見守っていた」と34回オープニングで語っていた。
- 第38回 - 緑川が不在（理由は就職活動中と表記）のため、急遽代理で田中涼子がゲストとして参加した。告知なしのゲストであったため、田中涼子の称号は緑川のものを利用している。また、2度目のゲストとして呼ばれたのは、CD取り下ろしの風音を除けば初である。
- 第54回 『ナツメブラザーズ!(29)』 - ゲストに神奈延年が出演し、担当キャラの特徴から「筋肉」をテーマに行われた。タイトルがリスナーの提案により変更され、神奈本人の筋肉話や各コーナー名も筋肉絡みの名前に変更された。
- 第55回 『民安ともえのおっぱいGO!GO!』第2回
- 第81回 『民安ともえのおっぱいGO!GO!』第3回
- 第100回 『称号ランキング』 - 100回を記念して、コーナーを中止し第0回〜第95回に至るまでの称号の人気ランキングを発表した。一部公開録音の様子が放送されている。
- 第106回 - クドわふたー発売を記念して、鈴田とゲストの綾瀬菜々の2人で放送を行った。
- 第107回 - 民安が欠席して緑川と鈴田の2人で放送を行った。
- 第108回 『民安ともえのおっぱいGO!GO!』第4回 - 鈴田が欠席して緑川と民安の2人で放送を行った。
- 第125回 - 緑川が欠席して民安と鈴田の2人で放送を行った。
- 第128回 - 緑川が欠席して民安と鈴田の2人で放送を行った。
- 第149回 『「ナツブラ150回&Rewrite発売」直前記念スペシャル』 - 民安が欠席して緑川、鈴田とゲストの樋上いたる、都乃河勇人の4人で放送を行った。
- 第150回 - 150回を記念して、コーナーを中止しエンディング提供前の小芝居ランキングを発表した。
- 第155回 『民安ともえのおっぱいGO!GO!』第5回

## エピソード

### 番組に関して
- この番組は放送回数の数字に合わせて、ゲストを呼んだり、番組タイトルや構成を変更して放送することが多い。時にはタイトルロゴも変更され、緑川はこの努力に今後もロゴに不定期でネタを仕込もうと提案している。また、タイトルロゴの他、鈴田の称号に応じて彼女の紹介や名前が変更されていることも多い。
- 収録は基本的に2本取り（CD取り下ろしで3本の場合もある）となっており、番組内でもネタとして利用している。
- 民安は自身のブログにて「プロモーションのためのラジオ番組が発売後も長く続くのは異例らしい」と語っている。
- 当初から番組には毎週1000通近いメールが届いていたが、ゲスト回や(21)ではさらに上回る毎週3000通が届いているという。
- 放送できない内容が流れてしまったときなどの対策に、「ピー音」にあたる音声をゲストから一言ずつもらっている。しかし、緑川が放送禁止用語を口にした場合はそれを使わずにそのまま放送されることが多い。鈴田をはじめとした他のメンバーが発した場合は殆どのケースでやなせなつみの「ピー」声を使用している。
- 第23回では民安が第19回にておこなった「皆さんの股間に関する思い出を募集します」という発言への反響から、一夜かぎりの新コーナーとして「今、ここに股間の思い出がうまれた」が実施された。
- 第(21)回で緑川が「リスナーの化身」として連れてきて以来、まりもっこりが番組中でもたびたび登場している。ラジオCD Vol.3のパッケージは、その第(21)回をイメージしてクドリャフカとまりもっこりが描かれている。
- 当初より民安のおっぱいトーク、緑川のロリネタの派閥があったが、ゲスト参加時に鈴田はもっこり派を旗揚げし、パーソナリティ昇格後の番組にも多いに盛り込まれている。
- 「プレゼント応募」のメールフォームに、募集してもいないプレゼントを要求するリスナーも多いのが特徴。第27回ではレギュラーコーナーを一部中止し、その反省と晒し上げとして「プレゼント応募のコーナー」が実施された。しかし結果的に、緑川によって突発的なプレゼントも実行されている。また、「民安ともえをください」という求婚メールも多数寄せられている。逆に「プレゼントがパーソナリティに対し贈られる」こともあり、パーソナリティは「投稿メールを頂ければプレゼントを贈ってくれなくても十分です」と再三言っているが、番組の人気ゆえかリスナーからの「酒」「被り物（パンツ）」「ホワイトロリータ」といった一風変わったプレゼントが後を絶たない。
- 第39回では、番組にたびたび登場しているランディ・バースの関連で川に投げ込まれていたカーネル・サンダース人形が発見されたというニュースを受けた投稿が多数寄せられ、コーナーが「カーネルトークサンダースランキング」に変更された。

### パーソナリティ・ゲストに関して
- 称号の影響から、緑川がブースを離れるのは番組の名物となっている。また、何かと理由をつけてはブースを抜けており、称号に関係なくても抜け出したこともある。置いてけぼりになってしまう民安と鈴田は緑川のみ参加の放送を望んでいるが、緑川いわく「楽勝だけど、2人に楽をさせるのが癪」とのこと。そんな緑川を外に出すまいと鈴田は常に警戒している。
- 第16回のオープニングで、ゲストで呼ばれた柚木かなめは自己紹介のとき自分の名前を間違えかけてしまっている。
- ゲーム本編の「『(21)』が『ロリ』に見える」というネタから、第(21)回のゲストをクドリャフカ役の鈴田美夜子にすることは番組開始当初から計算していたとしている。
- 第56回「（21）になってからちょうど（21）回」では、称号から棗恭介役の緑川光がゲストという体で出演した。更に、リスナーから送られた酒により、鈴田が酔っ払った状態で放送した。第71・72回でも差し入れの酒によって今度は全員が酔っ払うという始末になり、特に鈴田は前放送以上の泥酔っぷりを見せた。
- 第62回では直枝理樹役の民安ともえとして放送し、リトルバスターズのメンバー全員がラジオ出演を果たす。また第65回では柚木かなめが約1年ぶりにゲストで出演し、ゲストが2周目に突入した。
- 第77回では、神北小毬・来ヶ谷唯湖・笹瀬川佐々美ルートのシナリオを担当した都乃河勇人が開発サイドからの初ゲストとして出演し、「(21)」が彼が考案したものであることが明かされた。
- ゲストに柚木かなめが来ると、自由人な緑川がその勢いに押されて一転して劣勢になるため、いつも緑川に歯が立たない民安と鈴田は柚木を唯一の緑川キラーとして嬉々と支持している。さらに柚木に送られる、緑川を追い込むような称号と柚木の悪ノリが拍車をかけてかなりの苦手意識を持たせている様子。そのため柚木がゲストに来ると知ると緑川のみ毎回渋い反応を見せている。
- 顔出しが出来ない鈴田がこの番組で着ぐるみを着て以来、公開録音以外のイベントにも着ぐるみで登場しているため「鈴田美夜子=着ぐるみ声優」が定着したと本人は語っている。その時々で衣装が変わり、レパートリーは「クマリャフカ」をはじめパンダ、ライオン、羊、フレンチブルドッグなど。特にクマリャフカはTシャツ化されたり、リスナーからフィギュアが製作されてきたりといった人気ぶりを見せている。
- 話の流れで緑川が鈴田に「ブタゴリラ」や「V3」などのあだ名をつけたことがきっかけで、鈴田だけリスナーからまともに名前を呼ばれないことが恒例になっている。一時期は番組HPや台本まで名前が変わっていたこともあった。ほかには「ぶーちゃん」や「カメバズーカ」、「酢豚美夜子」など。リスナーが勝手に命名してくることもある。
- 番組公式サイトで緑川が「エロティックボイス」、民安が「エロティックブレイン」と紹介されているため、鈴田は「エロリ」と称されたことがある。
- ゲストの風音はCD特別版にてパーソナリティ（主に緑川）の要望によりチャイナドレスやナースのコスプレをさせられており、以降そのことは番組内でも度々ネタにされている。後に風音がパーソナリティを務めるほめられてのびるらじおPPでも話題にされていた。

### 公開録音に関して
- 第1回（放送第10回）では、トークランキングでの話題から、パーソナリティの二人がミッション・スタート!にて製作していたミニ四駆を実際に走らせた。ラジオCD vol.2のジャケットに描かれているのはこのミニ四駆と会場である。
- 第2回（放送第53回）では、鈴田がクドリャフカの帽子とマントを装着したクマの着ぐるみを着て登場、場内を終始爆笑の渦に巻き込んだ。ただし緑川からは、アップで迫られた時怖がられ、民安からは「意外に爪が鋭い」などのツッコミを入れられた[3]。なお公録後半では、水色と白のパンダの着ぐるみにも衣装替えしており、この時もクドリャフカの帽子とマントを装着している（鈴田曰く「能美クドパンダだよ?」）。能美クマリャフカと名乗り、あくまで衣装は裸マントだったと説明している。なお、この回の配信は画像を使用しての配信が実施された。
- 第3回（放送第101回）では鈴田がクドわふたーOP「one's future」に合わせて「ブルリャフカ」として登場。101回（101匹わんちゃん）にちなんでダルメシアンの格好で出演しようと思っていたが、衣装がなかったため柄的に近いフレンチブルドッグ（パイド）のきぐるみを着用したとしている。緑川や民安からは「牛?」と間違われていた。

## ゲスト
回数の後の日付は音泉の配信開始日
- やなせなつみ（神北小毬 役）：第5, 6, 82, 83, 113回（2008年7月21日, 7月28日, 2010年1月25日, 2月1日, 8月30日）、ラジオCD (21)Vol.5, (21)Vol.11
- 柚木かなめ（西園美魚 役）：第15, 16, 65, 66, 109回（2008年9月29日, 10月6日, 2009年9月21日, 9月28日, 2010年8月2日）、ラジオCD (21)Vol.7, (21)Vol.14
- すずきけいこ（三枝葉留佳/二木佳奈多 役）：第17, 18回（2008年10月13日, 10月20日）、ラジオCD (21)Vol.6, (21)Vol.12
- 鈴田美夜子（能美クドリャフカ 役）：第(21), 22, 121回（2008年11月10日, 11月17日, 2010年10月25日）
- 田中涼子（来々谷唯湖 役）：第29, 30, 38, 157回（2009年1月12日, 1月19日, 3月16日, 2011年7月25日）、ラジオCD (21)Vol.4, (21)Vol.13
- 民安ともえ（笹瀬川佐々美 役）：第33回（2009年2月9日）
- 織田優成（宮沢謙吾 役）：第43, 44, 142回（2009年4月20日, 4月27日, 2011年4月11日）、ラジオCD (21)Vol.1, (21)Vol.10
- 神奈延年（井ノ原真人 役）：第54, 129回（2009年7月6日, 2010年12月20日）、ラジオCD (21)Vol.2, (21)Vol.9, (21)Vol.15
- 緑川光（棗恭介 役）：第56回（2009年7月20日）
- 民安ともえ（直枝理樹 役）：第62回（2009年8月31日）
- 都乃河勇人（シナリオライター）：第77, 78回, 149回（2009年12月14日, 12月21日, 2011年5月30日）
- 綾瀬菜々（有月椎菜 役）：第96, 97, 106回（2010年5月3日, 5月10日, 7月12日）
- 奥川久美子（氷室憂希 役）：第98, 99回（2010年5月17日, 5月24日）、ラジオCD (21)Vol.8
- 樋上いたる（原画家）：第149回（2011年5月30日）
- 風音（朱鷺戸沙耶 役）：ラジオCD Vol.1, Vol.2, Vol.4, (21)Vol.3[4]
- Rita（テーマソングボーカル、あーちゃん先輩 役）：ラジオCD Vol.3

## イベント
ブシロードカードフェスinアキバ・スクエア
2008年（平成20年）8月10日、東京秋葉原のアキバ・スクエアで行われた同イベント内で、ナツメブラザーズ!の公開録音が行われた。
この模様は、第10回にて配信。
プロトタイプファン感謝デー2009
2009年（平成21年）6月20日、東京秋葉原の秋葉原UDXで行われた同イベント内で、ナツメブラザーズ!(21)の公開録音が行われた。
この模様は、第53回にて配信。
プロトタイプファン感謝デー2010
2010年（平成22年）5月30日、東京秋葉原の秋葉原UDXで行われた同イベント内で、ナツメブラザーズ!(21)の公開録音が行われた。
この模様は、第101回にて配信。

## 関連商品
ラジオCD 「ナツメブラザーズ!エクスタシー」
ゲーム本編であるリトルバスターズ!エクスタシー初回限定版特典。単独では発売されていない。
ラジオCD 「ラジオ　リトルバスターズ! ナツメブラザーズ!」 Vol.1
2008年（平成20年）9月24日発売（コミックマーケット74にて先行発売）
第0回から第8回までのmp3音源、および新規録りおろしの「スーパーナツメブラザーズ!」（ゲスト：風音）を収録。
コミックマーケットで販売されたものと一般発売されたものではジャケットイラストが異なる。
ラジオCD 「ラジオ リトルバスターズ! ナツメブラザーズ!」 Vol.2
2008年（平成20年）11月26日発売
第9回から第17回までのmp3音源、および新規録りおろしの「スーパーナツメブラザーズ!2」（ゲスト：風音）を収録。
ラジオCD 「ラジオ リトルバスターズ! ナツメブラザーズ!」 Vol.3
2009年（平成21年）1月30日発売（コミックマーケット75にて先行発売）
第18回から第26回までのmp3音源、および新規録りおろしの「スーパーナツメブラザーズ!3」（ゲスト：Rita）を収録。
コミックマーケット75のセットではここまでの3巻を収納できるBOXが付属するが、民安ともえの「第26回で重大発表」という発言と合わせて、突然の最終回ではないかという疑惑を産むこととなった。
ラジオCD 「ラジオ リトルバスターズ! ナツメブラザーズ!」 Vol.4
2009年（平成21年）3月26日発売
第27回から第35回までのmp3音源、および新規録りおろしの「スーパーナツメランド」（ゲスト：風音）を収録。
ラジオCD 「ラジオ リトルバスターズ! ナツメブラザーズ!(21)」 Vol.1
2009年（平成21年）6月26日発売
第36回から第44回までのmp3音源、および新規録りおろしの「スーパーナツメワールド」（ゲスト：織田優成）を収録。
ラジオCD 「ラジオ リトルバスターズ! ナツメブラザーズ!(21)」 Vol.2
2009年（平成21年）9月25日発売（コミックマーケット76にて先行発売）
第45回から第53回までのmp3音源、および新規録りおろしの「スーパーナツメUSA」（ゲスト：神奈延年）を収録。
ラジオCD 「ラジオ リトルバスターズ! ナツメブラザーズ!(21)」 Vol.3
2009年（平成21年）11月27日発売
第54回から第62回までのmp3音源、および新規録りおろしの「スーパーナツメRPG」（ゲスト：風音）を収録。
ラジオCD 「ラジオ ナツメブラザーズ!(21) 録り下ろしスペシャルCD!」
ゲーム本編であるリトルバスターズ!Converted Edition(PS2版)の初回生産分特典。PC版と同様に、こちらも単独では発売されていない。
ラジオCD 「ナツメブラジャーズ!(21)」
2010年（平成22年）1月21日発売
音泉の通販限定・受注生産商品。ラジオ本編の「民安ともえのおっぱいGO!GO!」からのスピンアウト企画で、正確には新規録りおろし「ナツメブラジャーズ!(21)」と、オリジナルトートバッグ、棗鈴のブラジャーのセットとして販売。
ラジオCD 「ラジオ リトルバスターズ! ナツメブラザーズ!(21)」 Vol.4
2010年（平成22年）1月29日発売（コミックマーケット77にて先行発売）
第63回から第71回までのmp3音源、および新規録りおろしの「スーパーナツメ64」（ゲスト：田中涼子）を収録。
ラジオCD 「ラジオ リトルバスターズ! ナツメブラザーズ!(21)」 Vol.5
2010年（平成22年）4月23日発売
第72回から第80回までのmp3音源、および新規録りおろしの「スーパーナツメサンシャイン」（ゲスト：やなせなつみ）を収録。
ラジオCD 「ラジオ リトルバスターズ! ナツメブラザーズ!(21)」 Vol.6
2010年（平成22年）7月23日発売
第81回から第89回までのmp3音源、および新規録りおろしの「Newスーパーナツメブラザーズ」（ゲスト：すずきけいこ）を収録。
ラジオCD 「ラジオ リトルバスターズ! ナツメブラザーズ!(21)」 Vol.7
2010年（平成22年）9月22日発売（コミックマーケット78にて先行発売）
第90回から第98回までのmp3音源、および新規録りおろしの「スーパーペーパーナツメ」（ゲスト：柚木かなめ）を収録。
ラジオCD 「ラジオ リトルバスターズ! ナツメブラザーズ!(21)」 Vol.8
2010年（平成22年）11月26日発売
第99回から第107回までのmp3音源、および新規録りおろしの「スーパーナツメギャラクシー」（ゲスト：奥川久美子）を収録。
ラジオCD 「ラジオ リトルバスターズ! ナツメブラザーズ!(21)」 Vol.9
2011年（平成23年）1月28日発売（コミックマーケット79にてジャケット違いの限定版を先行発売）
第108回から第116回までのmp3音源、および新規録りおろしの「NEWスーパーナツメブラザーズうぃー」（ゲスト：神奈延年）を収録。
ラジオCD 「ラジオ リトルバスターズ! ナツメブラザーズ!(21)」ミッションコンプリートセット　Vol.6　録りおろしラジオ
2011年（平成23年）2月末発売
「ラジオCD　ナツメブラザーズ(21)特番録りおろしCD」と豪華グッズのセット
ラジオCD 「ラジオ リトルバスターズ! ナツメブラザーズ!(21)」 Vol.10
2011年（平成23年）5月27日発売
第117回から第125回までのmp3音源、および新規録りおろしの「スーパーナツメギャラクシー2」（ゲスト：織田優成）を収録。
ラジオCD 「ラジオ リトルバスターズ! ナツメブラザーズ!(21)」 Vol.11
2011年（平成23年）6月24日発売
第126回から第134回までのmp3音源、および新規録りおろしの「ドクターナツメ」（ゲスト：やなせなつみ）を収録。
ラジオCD 「ラジオ リトルバスターズ! ナツメブラザーズ!(21)」 Vol.12
2011年（平成23年）7月29日発売
第135回から第143回までのmp3音源、および新規録りおろしの「ナツメオープンゴルフ」（ゲスト：すずきけいこ）を収録。
ラジオCD 「ラジオ リトルバスターズ! ナツメブラザーズ!(21)」 Vol.13
2011年（平成23年）9月30日発売（コミックマーケット80にて先行発売）
第144回から第152回までのmp3音源、および新規録りおろしの「ナツメペイント」（ゲスト：田中涼子）を収録。
ラジオCD 「ラジオ リトルバスターズ! ナツメブラザーズ!(21)」 Vol.14
2012年（平成24年）1月27日発売（コミックマーケット81にて先行発売）
第153回から第161回までのmp3音源、および新規録りおろしの「スーパーナツメカート」（ゲスト：柚木かなめ）を収録。
ラジオCD 「ラジオ リトルバスターズ! ナツメブラザーズ!(21)」 Vol.15
2012年（平成24年）2月24日発売（コミックマーケット81にて先行発売）
第162回から第170回までのmp3音源、および新規録りおろしの「スーパーナツメコレクション」（ゲスト：神奈延年）を収録。